# Johan Waldenström
Johan Alfred Henning Waldenström, född 3 april 1926 i Örebro, död 9 januari 1986 i Lund, var en svensk målare, tecknare och grafiker.

## Biografi

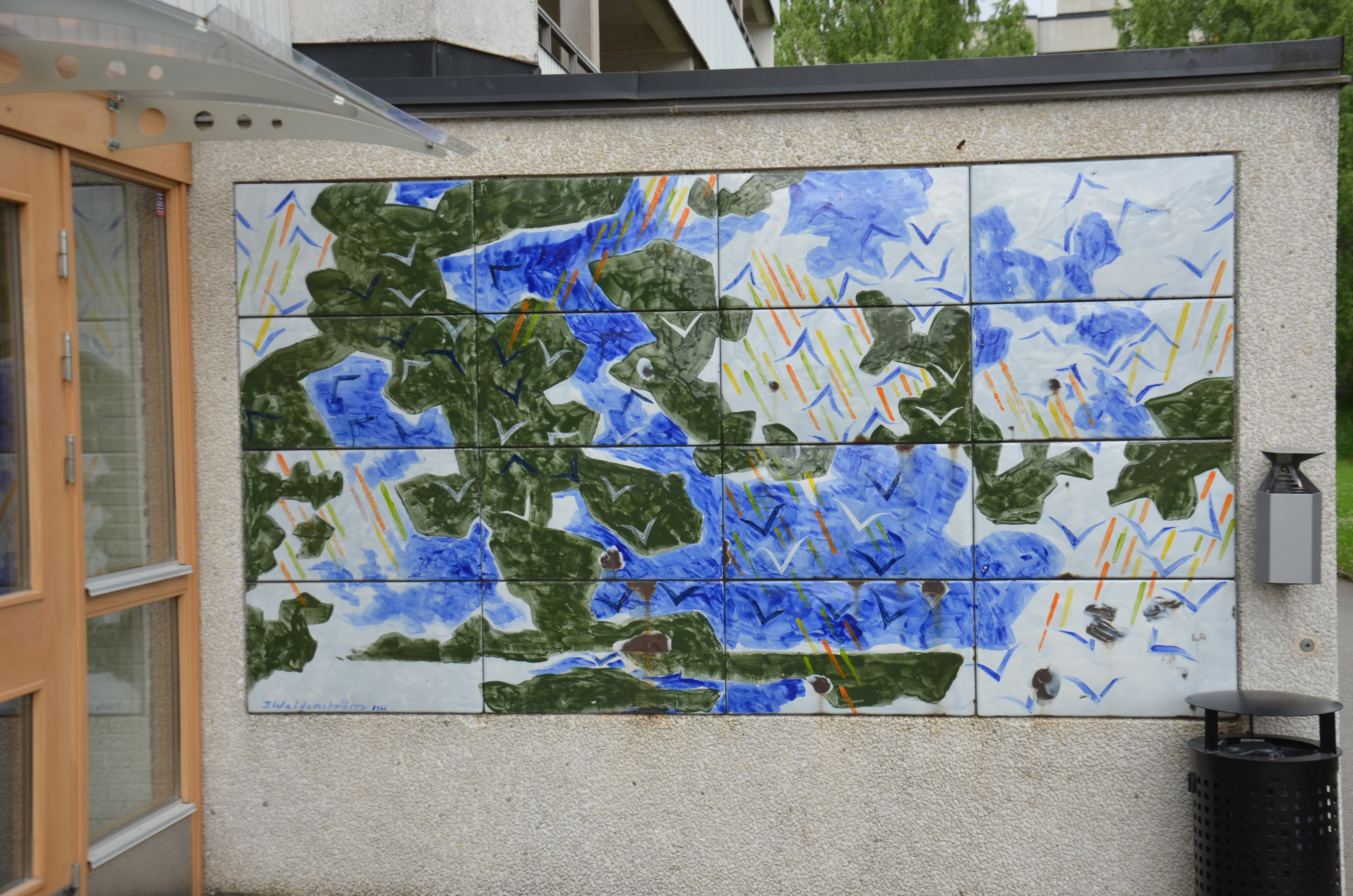
Emaljmålningen Fåglar på entrén till Harplingegränd 34 i Östbergahöjden i Stockholm

Johan Waldenström var son till konsuln Olof Alfred Waldenström och Ebba Ingrid Birgitta Elmquist, och från 1952 gift med Katja Beskow. Samt sonson till Alfred Waldenström. Waldenström utbildade sig vid Grünewalds och Otte Skölds målarskolor i Stockholm 1946–1948 och för Pierre Olofsson och Lennart Rodhe vid Académie Libre 1948–1950 samt för Ragnar Sandberg vid Kungliga konsthögskolan i Stockholm 1950–1955. Därefter följde ett antal studieresor till bland annat Nederländerna, Frankrike och Tyskland.
Han tilldelades tidningen Expressens konststipendium, Konstakademiens Brucebo- och Kinmansonska stipendiet, Stockholms arbetarkommuns 1 maj stipendium, samt från H. Ax:son Johnson och A Sandrews stiftelser. Tillsammans med Curt Asker och Gösta Wallmark ställde han ut på Bokkonsum i Stockholm och separat ställde an bland annat ut på Sveagalleriet och Lilla galleriet i Stockholm. Han medverkade några gånger i Stockholmssalongerna på Liljevalchs konsthall och i Svenska konstnärernas förenings utställning på Konstakademien samt med teckningar på Konstnärshuset i Stockholm.Han var representerad i utställningen Ni svenske malere som visades i Oslo och konstnärsgruppen Spiralens utställning på Sveagalleriet i Stockholm. Bland hans offentliga arbeten märks emaljmålningar vid husentréer vid Harplingegränd och Morupsgränd i Östbergahöjden i Stockholm år 1967.
Hans konst består av figurer, stilleben och landskapsskildringar  utförda i olja, pastell, gouache och litografi samt emalj och mosaikarbeten. Waldenström är representerad vid bland annat Moderna museet i Stockholm. Han är gravsatt i minneslunden på Norra kyrkogården i Lund.